# Jean-Pierre Courtial
Pour les articles homonymes, voir Courtial.
Jean-Pierre Courtial est un sociologue français. Il est cofondateur de l'Association pour la mesure des sciences et des techniques (ADEST) et rattaché au Laboratoire d'Étude de la Cognition, du Développement, Nantes (France).
Ses recherches portent notamment sur la scientométrie et les rapports entre science cognitive et sociologie des sciences. En 1993, il fait paraître aux Presses universitaires de France un « Que sais-je ? » sur la scientométrie avec Michel Callon et Hervé Penan.

## Publications
- La Communication piégée, Paris,  R. Jauze ; Paris (diffusion Fleurus), 1979.
- Introduction à la scientométrie. De la bibliométrie à la veille technologique, préf. de Rémi Barré, Paris, Anthropos (diff. Economica), 1990.
- Michel Callon et Hervé Penan, La scientométrie, Paris, Presses universitaires de France, 1993
- (dir.) Science cognitive et sociologie des sciences, Paris, PUF, 1994.
- (dir.) La médiation, Séminaire « Le lien social », Nantes, 17 et 18 mai 1999 ; organisé par le LABECD, textes présentés par Fabienne Le Roy, Nantes, Maison des sciences de l'homme Ange Guépin, 2000.